# Münchendorf
Münchendorf osztrák község Alsó-Ausztria Mödlingi járásában. 2022 januárjában 3103 lakosa volt. 

## Elhelyezkedése

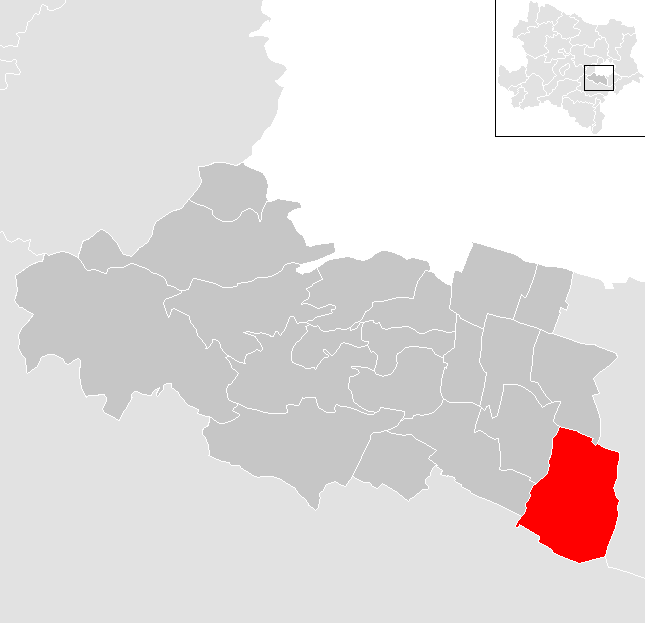
Münchendorf a Mödlingi járásban

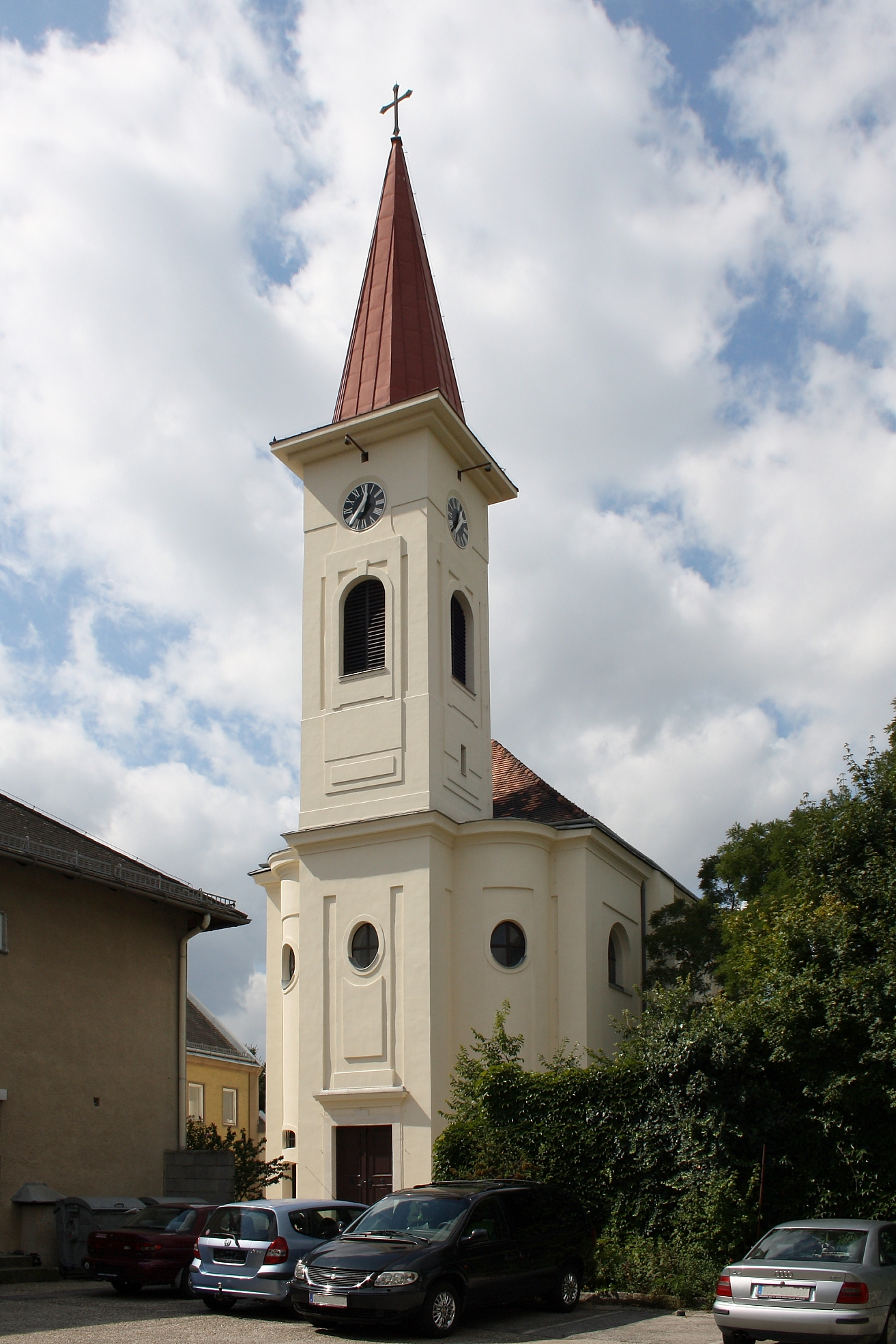
A Szt. Leonhard-plébániatemplom

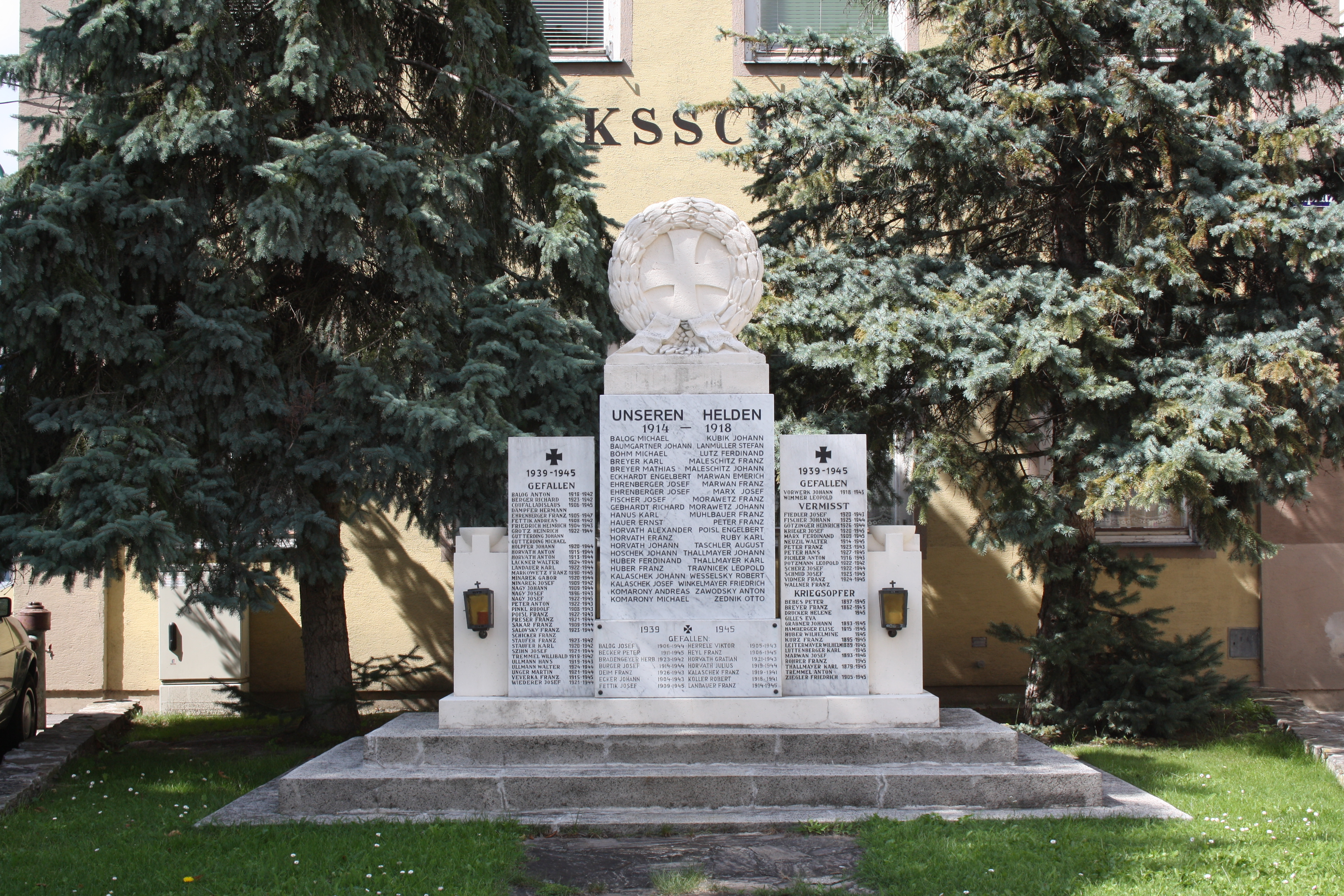
A világháborús emlékmű

Münchendorf a tartomány Industrieviertel régiójában fekszik, a Bécsi-medencében, a Triesting folyó mentén, Bécstől délre. Területének 3%-a erdő, 78,7% áll mezőgazdasági művelés alatt. Az önkormányzathoz egyetlen település és katasztrális község tartozik. 
A környező önkormányzatok: északnyugatra Guntramsdorf és Laxenburg, északra Achau, északkeletre Himberg, délkeletre Moosbrunn, délnyugatra Trumau, nyugatra Traiskirchen.

## Története
Münchendorfot 1147-ben említik először (mint Minichdorfot), amikor II. Jasomirgott Henrik őrgróf a heiligenkreutzi kolostornak adományozta. Neve feltehetően személynévből, a Dominicus rövidített alakjából, a Minigóból származik. 
1529-ben a Bécset ostromló törökök, 1606-ban Bocskai István hajdúi, 1620-ban Bethlen Gábor csapatai, 1683-ban pedig ismét a Bécset ostromló törökök gyújtották fel és rabolták ki a falut. 
A 19. század első felében textilüzemet létesítettek Münchendorfban. Jelentős volt a szőlőművelés is, míg a filoxéra el nem pusztította az ültetvényeket. Az első világháború okozta gazdasági válság során a textilgyárat bezárták. 
Az Anschluss után a környező községek beolvasztásával létrehozták Nagy-Bécset; Münchendorf is a főváros 24. kerületéhez került. Függetlenségét 1954-ben nyerte vissza. 

## Lakosság
A münchendorfi önkormányzat területén 2022 januárjában 3103 fő élt. A lakosságszám 1961 óta gyarapodó tendenciát mutat. 2020-ban az ittlakók 91,2%-a volt osztrák állampolgár; a külföldiek közül 1,9% a régi (2004 előtti), 3,9% az új EU-tagállamokból érkezett. 2,5% az egykori Jugoszlávia (Szlovénia és Horvátország nélkül) vagy Törökország, 0,5% egyéb országok polgára volt. 2001-ben a lakosok 68,5%-a római katolikusnak, 3,2% evangélikusnak, 5% mohamedánnak, 18,7% pedig felekezeten kívülinek vallotta magát. Ugyanekkor 9 magyar élt a községben; a legnagyobb nemzetiségi csoportot a németek (93,7%) mellett a törökök alkották 4,2%-kal.
A népesség változása:

| 2016 | 2 958 |
| 2018 | 2 992 |

## Látnivalók
- a Szt. Leonhard-plébániatemplom
- az 1709-ben emelt pestisoszlop

## Fordítás
- Ez a szócikk részben vagy egészben  a   Münchendorf című német Wikipédia-szócikk ezen változatának fordításán alapul.  Az eredeti cikk szerkesztőit annak laptörténete sorolja fel. Ez a jelzés csupán a megfogalmazás eredetét és a szerzői jogokat jelzi, nem szolgál a cikkben szereplő információk forrásmegjelöléseként.